# Plaza 5 de Mayo
La Plaza 5 de Mayo, también conocida como la 5 de Mayo, es una plaza ubicada en el corregimiento de Santa Ana, en Ciudad de Panamá. Es uno de los espacios públicos más importantes de la ciudad, ya que en sus alrededores se encuentran de la Avenida Central, la Antigua estación del Ferrocarril, la Plaza José Remón Cantera, la Plaza Mahatma Gandhi y la estación del Metro 5 de Mayo.
Esta fue construida el 5 de mayo de 1916, en honor a los miembros del Benemérito Cuerpo de Bomberos de Panamá fallecidos durante la Tragedia del Polvorín. El lugar donde se construyó la plaza era un solar entre a la Avenida Central, el Puente de Calidonia y la calle La Calzada. La Plaza 5 de Mayo fue declarada monumento histórico nacional mediante la Ley 33 de 2006, formando parte del Conjunto Monumental Histórico de Calidonia y Ancón.

## Historia

### Historia anterior a la plaza

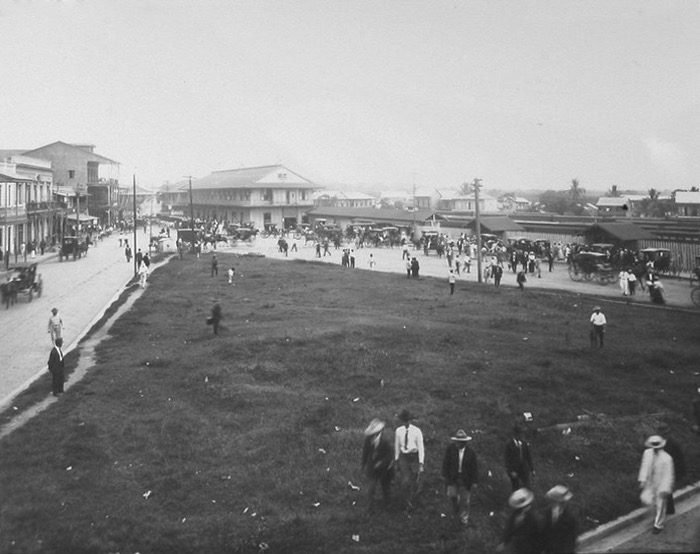
La Plaza 5 de Mayo cuando era un terreno baldío en 1910. Al fondo se encuentran el Puente de Calidonia y la Estación Central del Ferrocarril.

La Plaza 5 de Mayo era un espacio público a fines del siglo xix, antes de que la estación del Ferrocarril fuese trasladada a este sitio. Esta tenía era un terreno baldío de forma triangular, situada entre la Estación Central del Ferrocarril, la Avenida Central, el actualmente destruido Puente de Calidonia y una calle conocida como La Calzada. La plaza tomó sus actuales contornos en el siglo xx, una vez se prolongó la actual Avenida B.

### Tragedia de El Polvorín

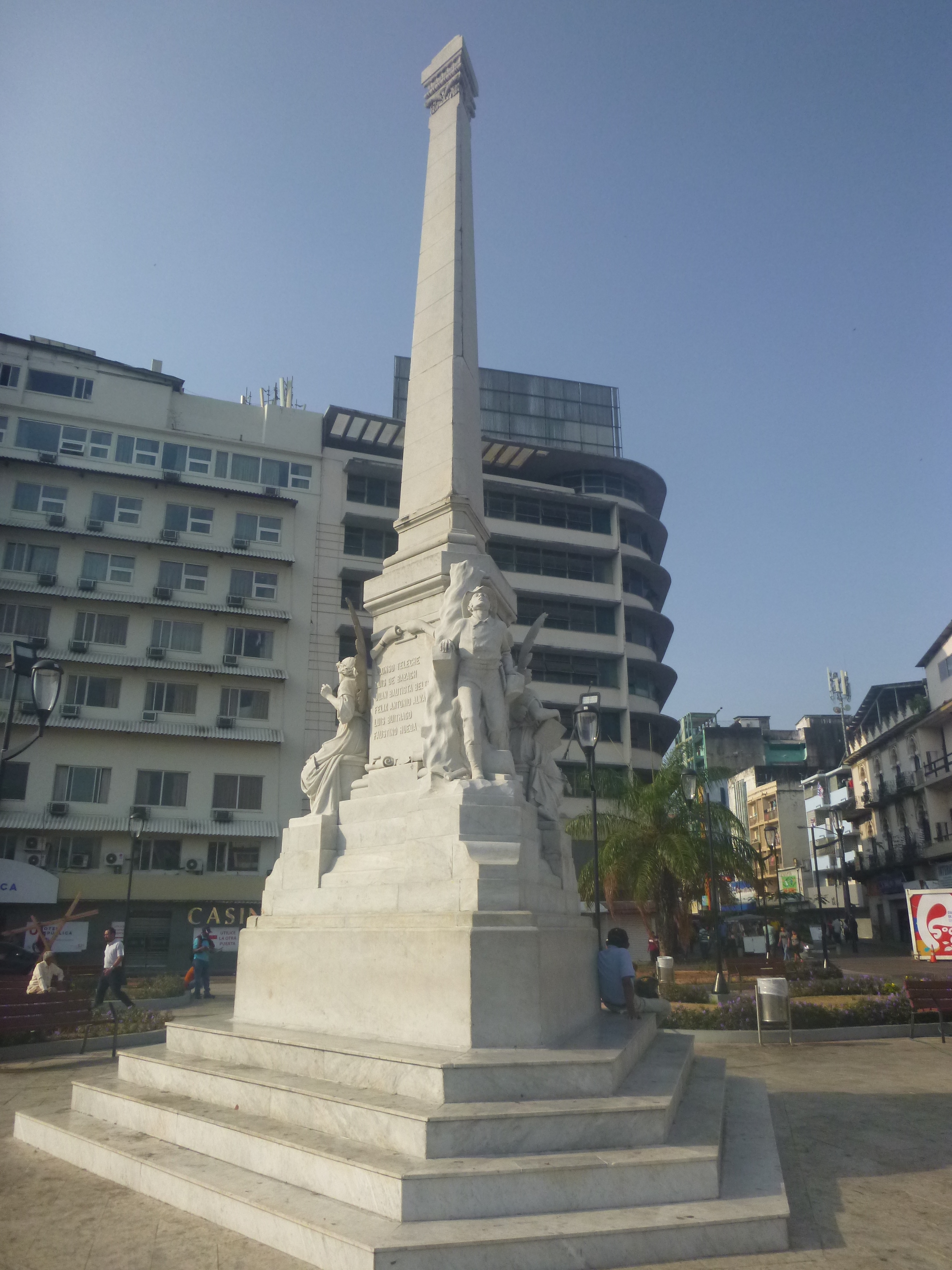
Obelisco dedicado a los bomberos fallecidos en la Tragedia de El Polvorín.

El 5 de mayo de 1914, en horas de la madrugada, explotó una fábrica y depósito de mampostería conocida como “El Polvorín”, donde se conservaban armamentos eran pertenecientes a la Policía Nacional de Panamá. La fábrica estaba situada en los terrenos de la finca Santa Isabel, muy cerca del actual Hospital Santa Fe, en la Avenida Simón Bolívar, también conocida como Transístmica. La explosión tuvo como consecuencia la muerte de seis bomberos miembros del Benemérito Cuerpo de Bomberos que acudieron, junto con otros compañeros, a prestar ayuda y a tratar de evitar que el fuego se extendiera.

### Inauguración

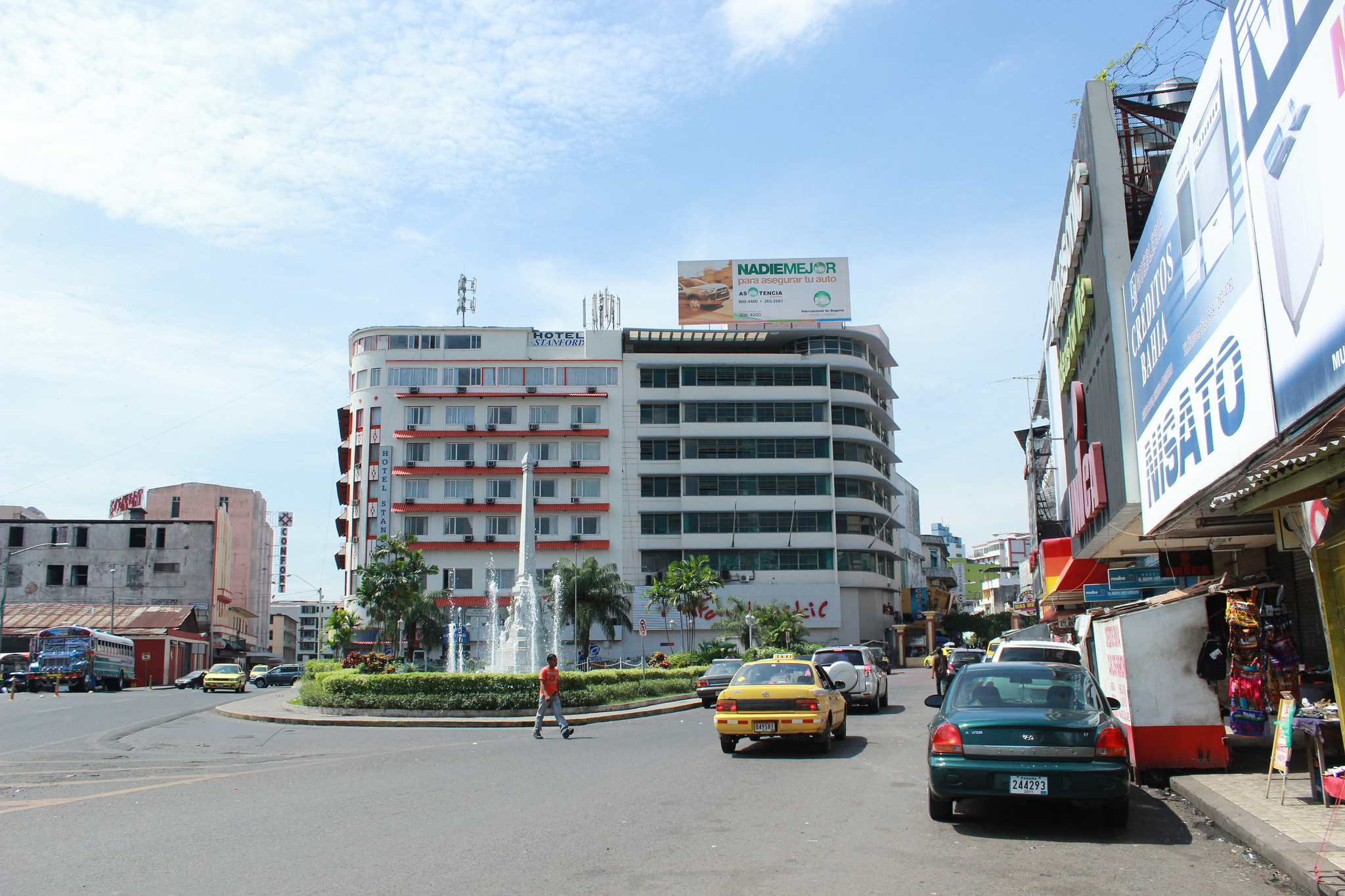
Vista de la Plaza 5 de Mayo, antes de su restauración actual.

Fue dos años después, el 5 de mayo de 1916 cuando el presidente Belisario Porras Barahona inauguró un monumento de mármol, en honor a aquellos héroes que perdieron la vida por tratar de salvar las de otras. Cuando se inauguró estaba cerca de la estación del Ferrocarril de Panamá, y no contaba con las fuentes que fueron construidas años después por la Alcaldía de Panamá.

### Restauración
A partir del 11 de abril de 2017, la Alcaldía de Panamá, comenzó a rehabilitar la plaza y que esta pudiera recuperar su aspecto original, mediante el Proyecto Revitalización Urbana. Entre los trabajos realizados en la plaza está la eliminación de las dos fuentes que rodeaban al obelisco, remoción de los nichos perimetrales que la confinaban, construcción del primer escalón con piezas de mármol, que había sido afectado con el tiempo y una limpieza y pulido integral de la plaza histórica. También se recuperó el pavimento afectado en la plaza, corrigiendo la nivelación del piso y colocando 850 metros cuadrados de revestimiento de granito y se le dotó de un nuevo mobiliario. Además, se incluyeron rampas para mejorar el acceso de las personas con discapacidad.
La Plaza fue reinaugurada el 28 de septiembre de 2017, en presencia del presidente Juan Carlos Varela, el alcalde de Panamá José Isabel Blandón, y el director del Benemérito Cuerpo de Bomberos de Panamá Jaime Villar.

## Actualidad
Actualmente la Plaza 5 de Mayo y sus alrededores, son uno de los lugares más concurridos de Ciudad de Panamá, además de tener ‘la Peatonal’ de la Avenida Central, la Avenida Justo Arosemena y la estación del Metro de Panamá 5 de Mayo, llamada en honor de la plaza.